# Włodawianka Włodawa
MLKS Włodawianka Włodawa – włodawski klub sportowy został założony w 1923 roku. Klub prócz sekcji piłki nożnej posiadał również wiele innych sekcji sportowych, m.in. koszykówki, siatkówki, zapasów. Obecnie klub prowadzi tylko sekcję piłki nożnej. Seniorzy występują w klasie okręgowej, gr. Chełm.

## Historia
Za datę powstania klubu przyjmuje się 15 marca 1923 roku. W momencie założenia nazywał się Klub Sportowy we Włodawie, następnie KS „Sokół” Włodawa, a od roku 1924 przyjął nazwę „Włodawija”. W dwudziestoleciu międzywojennym omawiany klub nie uczestniczył w rozgrywkach ligowych, natomiast skupiał się na rywalizacji z lokalnymi drużynami: Żydowskim Klubem Sportowym Makabi oraz Wojskowym Klubem Sportowym 9 Pułku Artylerii Ciężkiej.
Po wybuchu II wojny światowej działalność drużyny piłkarskiej została zawieszona. Powojenna reaktywacja nastąpiła w 1956 roku, kiedy to klub przybrał aktualną do dziś nazwę „Włodawianka”. Drużyna seniorów została zgłoszona do rozgrywek w klasie B podokręgu chełmskiego. W 1959 roku drużyna uzyskała awans do klasy A.
Następne lata to okres spadków do klasy B oraz ponownych awansów do A klasy. W latach 60. ówczesny trener Edmund Świtka rozpoczyna zajęcia również z młodszymi rocznikami. W sezonie 1975/76 nowym trenerem zostaje Witold Dudzik, który wyprowadził drużynę seniorów na 4 miejsce w klasie okręgowej, natomiast juniorzy zajęli 1 miejsce w swojej klasie rozgrywkowej.
W roku 1976 nastąpiło połączenie Włodawianki z lokalnym rywalem TKKF „Garbovia”, w wyniku czego liczba drużyn biorących udział w rozgrywkach wzrosła do pięciu. Jednocześnie powstała szkółka piłkarska skupiająca ponad 60 chłopców.
W 1978 roku Włodawianka stanęła przed szansą awansu do III ligi, niestety dwumecz z Tomasovią zakończył się zwycięstwem drużyny z Tomaszowa Lubelskiego. Drużynę w tym czasie prowadzili Jerzy Stanke i Andrzej Łągwa. Na początku lat 80. drużyna z Włodawy przeżywa krótki regres zakończony w 1984 roku  pierwszym zwycięstwem w Pucharze Polski na szczeblu okręgowym. W tym okresie prace szkoleniowe w klubie prowadzili:  Witold Dudzik, Andrzej Wysokiński, Zdzisław Nowoświatłowski i Edmund Świtka.
W 1991 r. powołano Międzyokręgową Klasę Chełmsko-Zamojską (IV ligę), w której zarówno seniorzy jak i juniorzy zajmują czołowe miejsca. Niestety w 1998 r. przeprowadzono kolejną reorganizację, w wyniku której drużyna seniorów (pomimo zajęcia 10 miejsca w tabeli) spadła do chełmskiej klasy okręgowej (V ligi). Podczas rundy wiosennej sezonu 1998/1999 pracę z drużyną seniorów i dwiema drużynami juniorów rozpoczynają Marek Drob oraz Leszek Kozłowski.
Jesienią 2001 roku doszło do wchłonięcia przez Włodawiankę piątoligowej drużyny Płomień Różanka. W sezonie 2002/2003 drużyna seniorów po raz drugi w historii klubu zdobyła Puchar Polski na szczeblu okręgu i awansowała do dalszych rozgrywek. Po sześciu latach gry w V lidze, w sezonie 2004/2005 Włodawianka zdecydowanie wygrywa rywalizację w tej klasie rozgrywkowej, uzyskując awans do IV ligi. Czwartoligowy sezon 2005/2006 Włodawianka kończy na 15 pozycji, spadając tym samym do chełmskiej ligi okręgowej.
W sezonie 2006/2007 Włodawianka zajęła 3 miejsce w okręgówce, natomiast w kolejnym wygrała rywalizację i awansowała do IV ligi. Czwartoligowy sezon 2008/2009 Włodawianka kończy na 14 pozycji, spadając tym samym do chełmskiej ligi okręgowej. Sezon 2009/2010 w chełmskiej lidze okręgowej kończy na pierwszym miejscu, ponownie awansując do IV ligi. W 2010 roku piłkarze Włodawianki wygrywają finał Pucharu Polski na szczeblu Okręgu chełmskiego i reprezentują okręg w półfinale okręgu lubelskiego ustępując 0 : 1 po zażartej walce drużynie mistrza III ligi Spartakusa Szarowola. 
Sezon 2010/2011 Włodawianka kończy na 6 miejscu w tabeli IV ligi lubelskiej. Trenerem w tym okresie jest Marek Drob. Kolejne dwa sezony Włodawianka występuje w IV lidze, opuszczając ją na rok gry w klasie okręgowej by wygrać zdecydowanie tę klasę rozgrywkową i w sezonie 2014/2015 po roku powraca do IV ligi.
Kolejne sezony Włodawianka spędza w IV lidze. Sezon 2017/2018 zaczyna się dla zespołu fatalnie. Po czterech wysokich porażkach, trener Marek Drob ustępuje z funkcji. Włodawiance nie udaje się znaleźć trenera z licencją, w konsekwencji drużyna wycofuje się z rozgrywek i zgłasza się jako Włodawianka II Włodawa do rozgrywek A-klasy.

## Ostatnie sezony
| Sezon     | Liga                                           | Mj. | Z  | R | P  | G+  | G- | P  | Uwagi                                                                    | Źródło      |
| --------- | ---------------------------------------------- | --- | -- | - | -- | --- | -- | -- | ------------------------------------------------------------------------ | ----------- |
| 2024/2025 | Klasa okręgowa (grupa chełmska)                | 3   | 17 | 5 | 4  | 86  | 30 | 56 |                                                                          |             |
| 2023/2024 | Klasa okręgowa (grupa chełmska)                | 4   | 16 | 3 | 7  | 55  | 31 | 51 |                                                                          |             |
| 2022/2023 | Klasa okręgowa (grupa chełmska)                | 3   | 18 | 5 | 3  | 83  | 37 | 59 |                                                                          |             |
| 2021/2022 | IV liga lubelska                               | 7   | 12 | 5 | 17 | 61  | 72 | 57 | 22 mecze w grupie lubelskiej I oraz 12 w grupie lubelskiej spadkowej     |             |
| 2020/2021 | IV liga lubelska                               | 10  | 12 | 5 | 17 | 54  | 73 | 41 | 22 mecze w grupie lubelskiej I oraz 12 w grupie lubelskiej mistrzowskiej | [ 2 ] [ 3 ] |
| 2019/2020 | IV liga lubelska                               | 2   | 12 | 0 | 4  | 36  | 19 | 36 | Sezon IV ligi lubelskiej został zakończony po 16 kolejkach               | [ 5 ]       |
| 2018/2019 | IV liga lubelska                               | 11  | 9  | 5 | 16 | 40  | 82 | 32 | Przed sezonem klub przejął od Eko Różanka sekcję piłki nożnej mężczyzn.  | [ 6 ]       |
| 2017/2018 | IV liga lubelska                               | -   | 0  | 0 | 4  | 5   | 26 | -  | Po czterech meczach wycofano się z rozgrywek (wyniki anulowano).         | [ 7 ]       |
| 2016/2017 | IV liga lubelska                               | 12  | 13 | 3 | 18 | 55  | 69 | 42 |                                                                          | [ 8 ]       |
| 2015/2016 | IV liga lubelska                               | 8   | 12 | 6 | 12 | 46  | 60 | 42 |                                                                          |             |
| 2014/2015 | IV liga lubelska                               | 9   | 14 | 1 | 15 | 62  | 60 | 43 |                                                                          | [ 9 ]       |
| 2013/2014 | Klasa okręgowa (grupa chełmska)                | 1   | 19 | 3 | 4  | 91  | 24 | 64 | Awans do IV ligi                                                         | [ 10 ]      |
| 2012/2013 | IV liga lubelska                               | 16  | 8  | 3 | 19 | 39  | 71 | 27 | Spadek do klasy okręgowej                                                | [ 11 ]      |
| 2011/2012 | IV liga lubelska                               | 9   | 11 | 3 | 16 | 56  | 57 | 36 |                                                                          | [ 12 ]      |
| 2010/2011 | IV liga lubelska                               | 6   | 15 | 8 | 7  | 46  | 34 | 53 |                                                                          | [ 13 ]      |
| 2009/2010 | Klasa okręgowa (grupa chełmska)                | 1   | 22 | 1 | 3  | 114 | 38 | 67 | Awans do IV ligi                                                         | [ 14 ]      |
| 2008/2009 | IV liga lubelska                               | 14  | 8  | 6 | 16 | 27  | 56 | 30 | Spadek do klasy okręgowej                                                | [ 15 ]      |
| 2007/2008 | Klasa okręgowa (grupa chełmska)                | 1   | 21 | 3 | 2  | 91  | 27 | 66 | Awans do IV ligi                                                         | [ 16 ]      |
| 2006/2007 | Klasa okręgowa (grupa chełmska)                | 3   | 17 | 3 | 6  | 77  | 35 | 54 |                                                                          | [ 17 ]      |
| 2005/2006 | IV liga lubelska                               | 15  | 6  | 6 | 18 | 31  | 56 | 24 | Spadek do klasy okręgowej                                                | [ 18 ]      |
| 2004/2005 | Klasa okręgowa (grupa chełmska)                | 1   | 25 | 1 | 0  | 112 | 16 | 76 | Awans do IV ligi                                                         | [ 19 ]      |
| 2003/2004 | Klasa okręgowa (grupa chełmska)                | 3   | 17 | 6 | 3  | 92  | 29 | 57 |                                                                          | [ 20 ]      |
| 2002/2003 | Klasa okręgowa (grupa chełmska)                | 2   | 20 | 2 | 6  | 84  | 33 | 62 |                                                                          | [ 21 ]      |
| 2001/2002 | Klasa okręgowa (grupa chełmska)                | 3   |    |   |    | 87  | 36 | 60 | Przed sezonem połączenie klubu z Płomieniem Różanka.                     |             |
| 2000/2001 | Klasa okręgowa (grupa chełmska)                | 4   | 16 | 8 | 6  | 70  | 40 | 56 |                                                                          | [ 22 ]      |
| 1999/2000 | Klasa okręgowa (grupa chełmska)                | 6   | 14 | 4 | 10 | 68  | 42 | 46 |                                                                          | [ 23 ]      |
| 1998/1999 | Klasa okręgowa (grupa chełmska)                | 2   | 19 | 2 | 5  | 59  | 25 | 59 |                                                                          | [ 24 ]      |
| 1997/1998 | Klasa Międzyokręgowa (grupa chełmsko-zamojska) | 10  |    |   |    | 40  | 45 | 37 | Spadek do klasy okręgowej                                                |             |
| 1996/1997 | Klasa Międzyokręgowa (grupa chełmsko-zamojska) | 5   |    |   |    | 53  | 36 | 50 |                                                                          |             |